# Redjem Demouche
Redjem Demouche là một đô thị thuộc tỉnh Sidi Bel Abbès, Algérie. Dân số thời điểm năm 2002 là 2.358 người.